# Berffiskjæran
 (février 2022).
 (février 2022).
Berffiskjæran est un groupe de petites îles de Norvège située dans la commune de Sør-Varanger dans la mer de Barents. 